# Gymnomitrion alpinum
Gymnomitrion alpinum là một loài rêu tản trong họ Gymnomitriaceae. Loài này được (Gottsche ex Husn.) Schiffn. miêu tả khoa học lần đầu tiên năm 1903.